# Miłomłyn (stacja kolejowa)
Miłomłyn – nieistniejąca już stacja kolejowa w mieście Miłomłyn w województwie warmińsko-mazurskim. Została zlikwidowana w 2006 roku.